# 十七醛
十七醛是一种醛类有机化合物，化学式C17H34O，不溶于水，能溶于甲苯，能由高钌酸四正丙基铵氧化1-十七烷醇生成。